# Neocrepidodera adelinae
Neocrepidodera adelinae es una especie de insecto coleóptero de la familia Chrysomelidae. Fue descrita científicamente en 1947 por Binaghi.